# 노여운 여단
노여운 여단(영어: Angry Brigade)은 1970년-1972년 잉글랜드에서 일련의 폭탄공격을 감행한 극좌 무장투쟁단체다. 그들의 표적은 은행, 대사관, 영국방송공사 야외방송차량, 보수당 의원들의 자택이었다. 경찰당국은 총 25차례의 폭탄공격이 노여운 여단의 소행이었다고 판단한다.
대부분의 경우 이들의 테러는 재산피해만 일으켰고, 부상자 한 명을 발생시켰을 뿐 사망자는 없었다. 관련자 여덟 명이 체포되어 기소되었고 이들을 스토크 뉴잉턴 8인(Stoke Newington Eight)이라고 한다. 이들 중 존 바커, 힐러리 크릭, 애나 멘델스존, 짐 그린필드 4인은 징역 10년을 선고받았고 나머지 4명은 무죄를 판결받았다.